# Cicindela californica
Cicindela californica este o specie de insecte coleoptere descrisă de Ménétriés în anul 1843. Cicindela californica face parte din genul Cicindela, familia Carabidae.

## Subspecii
Această specie cuprinde următoarele subspecii:
- C. c. mojavi
- C. c. pseudoerronea